# Nikolai Alekhin
Nikolai Alekhin (em russo:  Николай Алехин; 1913 — 1964) foi um projetista de foguetes espaciais soviético.
A cratera lunar Alekhin é denominada em sua homenagem.